# Gorgonops
Gorgonops is een uitgestorven dier uit de orde van Therapsida. Dit dier leefde ongeveer 255 tot 250 miljoen jaar geleden in het Laat-Perm in zuidelijk Afrika. Gorgonops was een typisch lid van de onderorde Gorgonopsia, waarvan het de naamgever is.

## Fossiele vondsten
Fossielen van Gorgonops zijn gevonden in de Zuid-Afrikaanse Beaufortgroep (Endothiodon en Cistecephalus Assemblage Zone), de Chiweta-formatie in Malawi en de Usili-formatie in Tanzania. 

## Kenmerken
Gorgonops was een middelgrote vorm uit de Gorgonopsia met met een slank en wolfachtig lichaam. De kleinste soort was G. torvus met een schedellengte van 22 cm en een totale lengte van 120 cm. G. longifrons was de grootste soort en het had een schedellengte van 35 cm met een totale lengte van 200 cm. Het gewicht wordt geschat op 100 kg. 
Gorgonops had een brede, platte snuit en grote hoektanden van 12 cm lang. De voorpoten waren korter en robuuster dan de achterpoten en werden vermoedelijk gebruikt om prooidieren na de vangst tegen de grond te drukken om vervolgens met de hoektanden te doden. De grote hoektanden waren geschikt voor het doorboren van pantsers als die van pareiasauriërs. De kaken konden negentig graden geopend worden. De poten stonden bij Gorgonops onder het lichaam, waardoor dit dier efficiënter en sneller bewoog dan zijn meeste tijdgenoten en prooidieren. Desondanks joeg Gorgonops vermoedelijk vanuit een hinderlaag. Gorgonops had afgaand op de bouw van de neus vermoedelijk een goede reuk. Het zicht en met name het gehoor waren nog minder goed ontwikkeld. 